# Vinayak Vatsal
Vinayak Vatsal (* 28. Dezember 1969) ist ein kanadischer Mathematiker, der sich mit Zahlentheorie und Arithmetischer Geometrie befasst.
Vatsal studierte Mathematik an der Stanford University mit dem Bachelor-Abschluss 1992 und wurde 1997 an der Princeton University bei Andrew Wiles promoviert (Iwasawa Theory, modular forms and Artin representations). Als Post-Doktorand war er an der University of Toronto. Ab 1999 war er an der University of British Columbia, wo er Professor ist.
Er leistete wichtige Beiträge zur Iwasawa-Theorie elliptischer Kurven mit Sätzen über das Nicht-Verschwinden p-adischer L-Funktionen, wobei er Methoden der Ergodentheorie (Sätze von Marina Ratner) in das Gebiet einführte.
2007 erhielt er den Coxeter-James-Preis, 2004 den André Aisenstadt Prize und 2006 den Ribenboim-Preis. 2002 bis 2004 war er Sloan Fellow. 2006 war er Invited Speaker auf dem Internationalen Mathematikerkongress in Madrid (Special values of L-functions modulo p).

## Werke
- Uniform distribution of Heegner Points, Inventiones Mathematicae, Band 148, 2002, S. 1–48 (Beweis einer Vermutung von Barry Mazur)
- mit Ralph Greenberg Iwasawa Invariants of Elliptic Curves, Inventiones Mathematicae, Band 142, 2000, S. 17–63
- Special values of anticyclotomic L-functions, Duke Math. J., Band 116, 2003, S. 219–261
- mit C. Cornut Nontriviality of Rankin-Selberg L-functions and CM points, in Burns, Kevin Buzzard, Nekovar (Herausgeber) L-functions and Galois Representations, Cambridge University Press 2007, S. 121–186
- mit C. Cornut CM points and quaternion algebras, Documenta Mathematica, Band 10, 2005